# Hyperolius tuberilinguis
Espèce
Synonymes
- Euchnemis salinae Bianconi, 1849 "1848"
- Hyperolius coccotis Cope, 1862
- Rappia sansibarica Pfeffer, 1893
- Hyperolius mossambicus Parker, 1931 "1930"
- Hyperolius kivuensis smaragdinus Laurent, 1948 "1947"
- Hyperolius sansibaricus loveridgei Laurent, 1948 "1947"

Statut de conservation UICN

 LC  : Préoccupation mineure
Hyperolius tuberilinguis est une espèce d'amphibiens de la famille des Hyperoliidae.

## Répartition
Cette espèce se rencontre jusqu'à 1 000 m d'altitude, :
- dans le sud du Kenya ;
- dans l'est de la Tanzanie ;
- dans l'est du Malawi ;
- au Mozambique ;
- dans l'est du Zimbabwe ;
- dans l'est de l'Afrique du Sud ;
- dans l'est du Swaziland.

## Publication originale
- Smith, 1849 : Illustrations of the zoology of South Africa, consisting chiefly of figures and descriptions of the objects of natural history collected during an expedition into the interior of South Africa, in the years 1834, 1835, and 1836; fitted out by The Cape of Good Hope Association for Exploring Central Africa : together with a summary of African zoology, and an inquiry into the geographical ranges of species in that quarter of the globe (1838), vol. 3, Appendix.